# Maeve Binchy
Maeve Binchy   (Dalkey, 28 de maig de 1940 - Dublín, 30 de juliol de 2012) va ser una escriptora i periodista irlandesa.
Va estudiar belles arts a la University College de Dublín i posteriorment exercí de mestra d'escola i de periodista a l'Irish Times. Les seves obres reflecteixen generalment la forma de vida i els problemes de la classe treballadora dels pobles irlandesos, amb un toc d'humor i un gran interès en la naturalesa humana.
És una des les escriptores més difoses del seu temps; se l'ha traduït en més de 40 idiomes i ha venut més de 40 milions de còpies dels seus llibres. També s'han fet pel·lícules basades en les seves novel·les com Cercle d'amics, protagonitzada per Minnie Driver i Chris O'Donnell. Ha estat guardonada amb el British Book Award, l'Irish Book Award i el premi del PEN irlandès, entre d'altres. Se la va destacar per la seva "falta de malícia" i generositat envers a d'altres escriptors, motiu pel qual era molt estimada pel públic.

## Obres destacades

### Novel·les
- Like a Penny Candle (1982)
- Echoes (1985)
- Firefly Summer (1987)
- Silver Wedding (1988)
- Circle of Friends (1995)
- Tara Road (1998)
- Scarlet Feather (2000, premi WH Smith de ficció, 2001)
- Nights of Rain and Stars (2004)
- Minding Frankie (2010)

### Reculls de narracions
- The Lilac Bus (1984)
- This Year It Will Be Different and Other Stories: A Christmas Trasury (1996)